# Adelaide City Football Club
L'Adelaide City Football Club, più nota come Adelaide City, è una società calcistica australiana con sede nella città omonima. Attualmente milita nella NPL SA, la terza serie del calcio australiano.

## Storia
Il club è stato fondato e seguito da italiani e originariamente chiamato Juventus, come il celebre club italiano, dal 1946 al 1966. Nel 1966 assunse il nome di Adelaide Juventus e nel 1977 quello di Adelaide City, quando Frank Lister capitanò il team nella stagione inaugurale della NSL.
Vinse la prima edizione dell'OFC Champions League, la Oceania Club Championship 1987, battendo in finale i neozelandesi del Mount Wellington.
Nel 2005 l'Adelaide City veniva incoronata vincitrice della SA Premier League Champions dopo aver sconfitto l'Adelaide Raiders 2-1 nella finale all'Hindmarsh Stadium. Al centrocampista dell'Adelaide City, David Paladino, venne assegnato il premio per l'uomo della partita (MVP).
L'Adelaide City ottiene la tripletta nel 2006, vincendo tutti e 3 trofei inaugurali: L'ERREA Pre-season Cup, BEST Super League Championship e FFSA Adelaide United Cup.
L'Adelaide City ha battuto i Raiders nella Grand Final con il risultato di 5-0, un rematch della stagione precedente.
Ha vinto la BEST Super League e la coppa del FFSA Adelaide United per 4-1 sull'Adelaide Blue Eagles, marcature aperte al 22° dal dischetto con Jonathan Negus a cui seguì una marcatura di Nick Budin e due di Negus. Jonathan Negus ha vinto la "John Kosmina Medal" che viene assegnato al miglior giocatore in campo.

## Palmarès

### Competizioni internazionali
- OFC Champions League: 1

1987

### Competizioni nazionali
- NSL: 3

1986, 1991-1992, 1993-1994
- Coppe - NSL Australian Cup Winners: 3

1979, 1989, 1991-1992

### Competizioni statali
- SA Super League Champions (17)

1953, 1954, 1956, 1957, 1958, 1959, 1963, 1964, 1967, 1970, 1972, 1974, 2005, 2006, 2007, 2008, 2010
- SA Federation Cup Winners (16)

1953, 1955, 1957, 1958, 1959, 1963, 1965, 1969, 1970, 1971, 1972, 1973, 1976, 2006, 2007, 2013
- SA Premier League Champions (4)

1946, 1949, 1987, 1999
- SA State League Champions (1)

1978
- South Australian Summer Cup Competition Winners (19)

1955, 1956, 1958, 1959, 1960, 1962 (SL),  1967, 1974, 1981, 1985, 1986, 1987, 1991, 1992 (marzo), 1992 (settembre), 1994, 1995, 2006, 2010
- National Premier Leagues South Australia: 2

2021, 2022

## Calciatori
- NSL Player Of The Year Award - Johnny Warren Medal

1981 Bobby Russell
1984 Sergio Melta
1990-1991 Milan Ivanović
1995-1996 Damian Mori
- NSL Grand Final Best Player - Joe Marston Medal

1991-92 Alex Tobin
1992-93 Milan Ivanović
1993-94 Alex Tobin
- NSL Top Scorer Awards

1977 Dixie Deans - 16
1995-1996 Damian Mori - 31
1997-1998 Damian Mori - 19
1999-2000 Damian Mori - 22
- NSL Under 21 Player of the Year

1981 David Mitchell
- NSL Coach of the Year

1990-1991 Zoran Matic
1994-1995 Zoran Matic
1995-1996 John Perin
- South Australian Best & Fairest and Player of the Year Awards

1969 West End Medal - Eric Norman
1976 John Martin Medal - John Perin